# Дуяковци
Дуяковци (серб. Дујаковци / Dujakovci) — село в общине Баня-Лука Республики Сербской Боснии и Герцеговины. Население составляет 871 человек по переписи 2013 года.